# جاستین تیمبرلیک: زنده از لندن
جاستین تیمبرلیک: زنده از لندن (به انگلیسی: Justin Timberlake: Live from London) نخستین آلبوم ویدئویی از خواننده-ترانه‌نویس اهل ایالات متحده آمریکا جاستین تیمبرلیک است. این اثر در ۱۵ دسامبر ۲۰۰۳ توسط جایو رکوردز منتشر شد.